# Sân bay Bandundu
Sân bay Bandundu (IATA: FDU, ICAO: FZBO) là một sân bay ở Bandundu, Cộng hòa Dân chủ Congo.

## Hãng hàng không và điểm đến
| Hãng hàng không | Các điểm đến    |
| --------------- | --------------- |
| Kin Avia        | Kinshasa–N'Dolo |